# 프랫둥근잎박쥐
프랫둥근잎박쥐(Hipposideros pratti)는 잎코박쥐과에 속하는 박쥐의 일종이다. 중국과 말레이시아, 미얀마, 태국, 베트남에서 발견된다. 학명과 일반명은 영국인 박물학자 프랫(Antwerp Edgar Pratt)의 이름에서 유래했다.

## 특징
프랫둥근잎박쥐의 등 쪽은 불그스레한 갈색이다. 그러나 배 쪽은 연한 색을 띤다. 새끼는 성체보다 색이 연하다. 평균 전완장 길이는 83.4~90.8mm이고, 평균 몸무게는 53~68.9g이다. 프랫둥근잎박쥐는 뒷 쪽 잎코 뒤에 가로로 두 개 잎을 가진 방패를 갖고 있다. 새끼 수컷과 암컷 방패는 작을 수 있지만 나이가 들면 수컷의 구조가 더 정교하고 섬세하게 된다.

## 서식지
프랫둥근잎박쥐는 동굴에서 살며, 일반적으로 낮 동안에서 백여 마리 또는 수천 마리씩 무리를 지어 둥지 생활을 한다. 둥지는 쓰촨성에서 발견되는 히말라야잎코박쥐와 같은 다른 박쥐 종과 공유하기도 한다.